# البطولة الوطنية التونسية 1972–73
الدوري التونسي لكرة القدم 1972-1973 هو الموسم رقم 18 من الرابطة التونسية المحترفة الأولى لكرة القدم. أفضل 16 ناديا تونسيا يلعبون فيما بينهم ذهابا وإيابا.

فاز بهذا الموسم النادي الأفريقي، وجاء ثانيا النجم الرياضي الساحلي وثالثا الترجي الرياضي التونسي.